# Réarrangement de Hayashi
Le réarrangement de Hayashi est une réaction chimique de réarrangement de l'acide ortho-benzoylbenzoïque catalysée par l'acide sulfurique ou le pentoxyde de phosphore,. Il doit son nom au chimiste japonais Mosuke Hayashi.
Cette réaction se poursuit avec une attaque électrophile de l'ion acylium par le biais d'un intermédiaire bicyclique,.